# Oto (Volk)

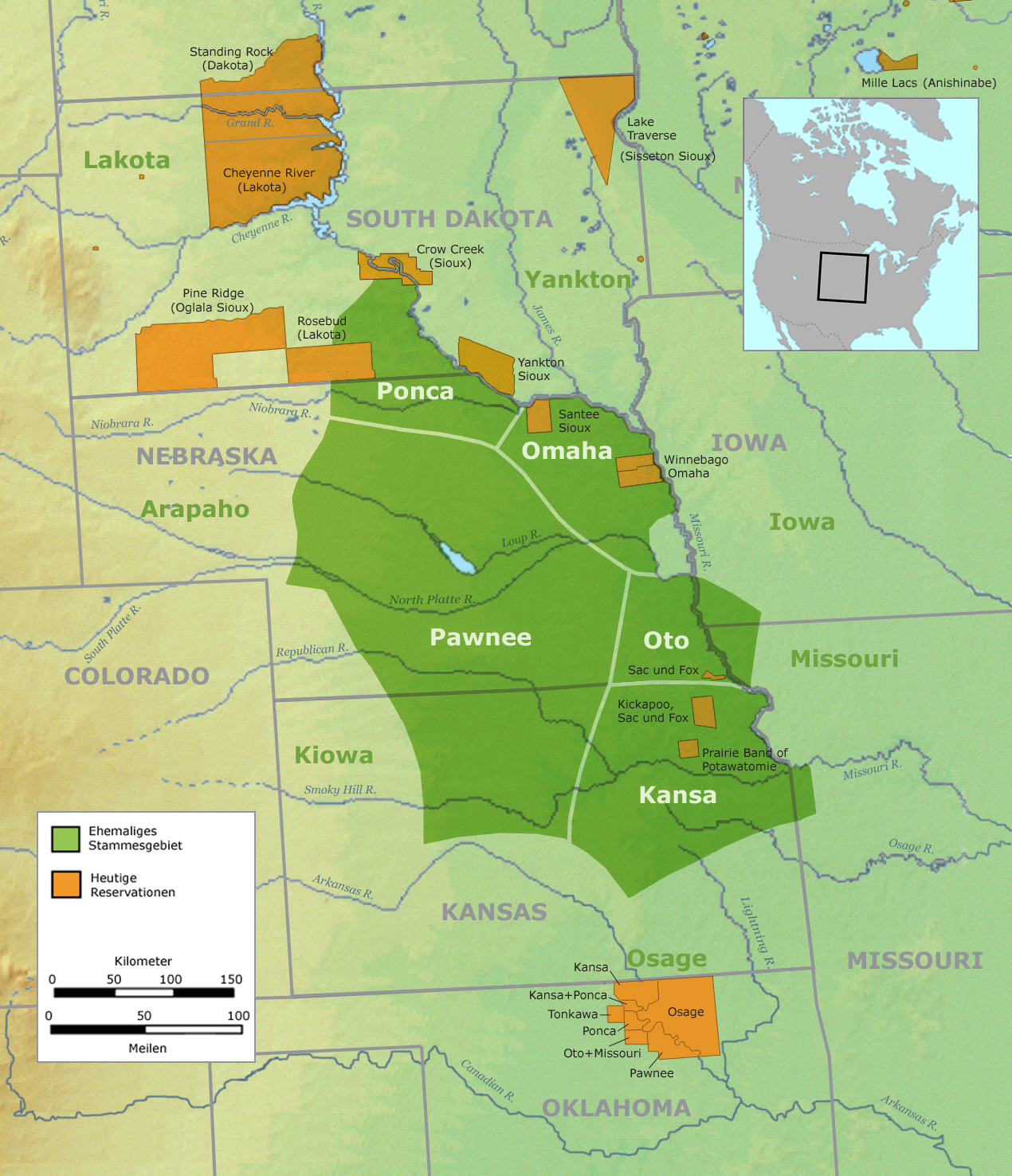
Ehemaliges Stammesgebiet der Oto und benachbarter Stämme und heutiges Reservat in Oklahoma

Die Oto, auch Otoe geschrieben, sind ein nordamerikanisches Indianervolk aus dem Chiwere-Zweig der Sioux-Sprachfamilie, zu dem auch die Missouri und Iowa gehören.

## Geschichte
Die gesamte Chiwere-Gruppe lebte gemeinsam mit den Winnebago im Gebiet der Großen Seen. Noch vor der Ankunft weißer Einwanderer zogen sie nach Südwesten. In der Gegend von Green Bay in Wisconsin trennten sie sich von den Winnebago, während der Rest der Gruppe bis zum Mississippi weiterzog. Als sie 1673 von der Jacques-Marquette-Expedition aufgesucht wurden, lebten sie flussaufwärts am Moines River im heutigen Iowa.  An der Mündung des Iowa Rivers teilten sie sich erneut, die Iowa blieben dort und die beiden anderen Gruppen wanderten weiter. Sie erreichten den Missouri an der Mündung des Grand Rivers und entschieden sich, dort zu bleiben. Sie nannten sich Neutache, wurden von den Weißen aber Missouri genannt. Nach einem Streit zwischen den Häuptlingen beider Gruppen zogen die Oto weiter den Missouri hinauf. Sie nannten sich jetzt Waghtochtatta, bei den Weißen hießen sie Oto. Um 1760 bewohnten sie gemeinsam mit einigen Missouri ein Erdhütten-Dorf am Westufer des Platte Rivers in der Nähe der Mündung des Elkhorn Rivers.
Im Juli 1804 siedelten sie, Lewis und Clark zufolge, nahe der Mündung des Platte Rivers in den Missouri, wo sie gemeinsam mit den weißen Forschungsreisenden eine Ratsversammlung abhielten. Die Gegend am Missouri heißt noch heute The Council Bluffs (Das Beratungs-Steilufer), jetzt ein Stadtteil der Stadt Omaha in Nebraska.
Im Jahre 1830 traten die Oto ihr Land in Missouri und Iowa an die Vereinigten Staaten ab. 1854 mussten sie ihr letztes Land in Kansas und Nebraska verkaufen und zogen in ein Reservat am Blue River, nahe der Grenze zwischen Nebraska und Kansas. Hier blieben sie bis 1882, als sie zusammen mit den Missouri in das Indianerterritorium deportiert wurden.

## Kultur
Wie andere Präriestämme kombinierten die Oto den Ackerbau mit der Jagd. Ihre Gärten legten sie auf den fruchtbaren Böden der Flussufer an. Sie lebten in ortsfesten Dörfern mit kuppelförmigen Erdhütten und zogen im Frühling und Herbst mit tragbaren Tipis auf die Jagd nach Bison, Hirsch und Gabelbock. Die soziale Organisation der Oto war bestand aus einem Klassensystem mit Häuptlingen, Priestern, Ärzten und Ratsmitgliedern. Die soziale Klasse wurde in der männlichen Linie vererbt, doch konnte ein Einzelner seinen Status durch den Erwerb von Pferden und Decken oder die Ausrichtung von Feiern verbessern.
Es gab neun Clans, die in zwei die Erde und den Himmel verkörpernde Gruppen eingeteilt waren. Erdclans hatten die Aufgabe, Kriegs- und Nahrungsbeschaffungs-Zeremonien auszurichten, während Himmelsclans die Zeremonien für übernatürlichen Beistand betreuten. Wenn der ganze Stamm bei der Bisonjagd im Sommer oder auf der Wanderung lagerte, wurden die Tipis in einem großen Kreis angeordnet, der die Stammesorganisation symbolisierte. Die Suche nach mystischen Visionen zählte zu den wichtigsten männlichen Riten. Lewis und Clark berichteten, dass die Oto nur mit einem Lendenschurz bekleidet waren und um die Schultern eine Decke oder eine kunstvoll bemalte Büffelrobe trugen. Auch beobachteten sie ein Musikinstrument, bestehend aus einem sägeförmigen Holzstück, über das ein kleinerer Stock kräftig vor und zurück gerieben wurde.

## Demografie

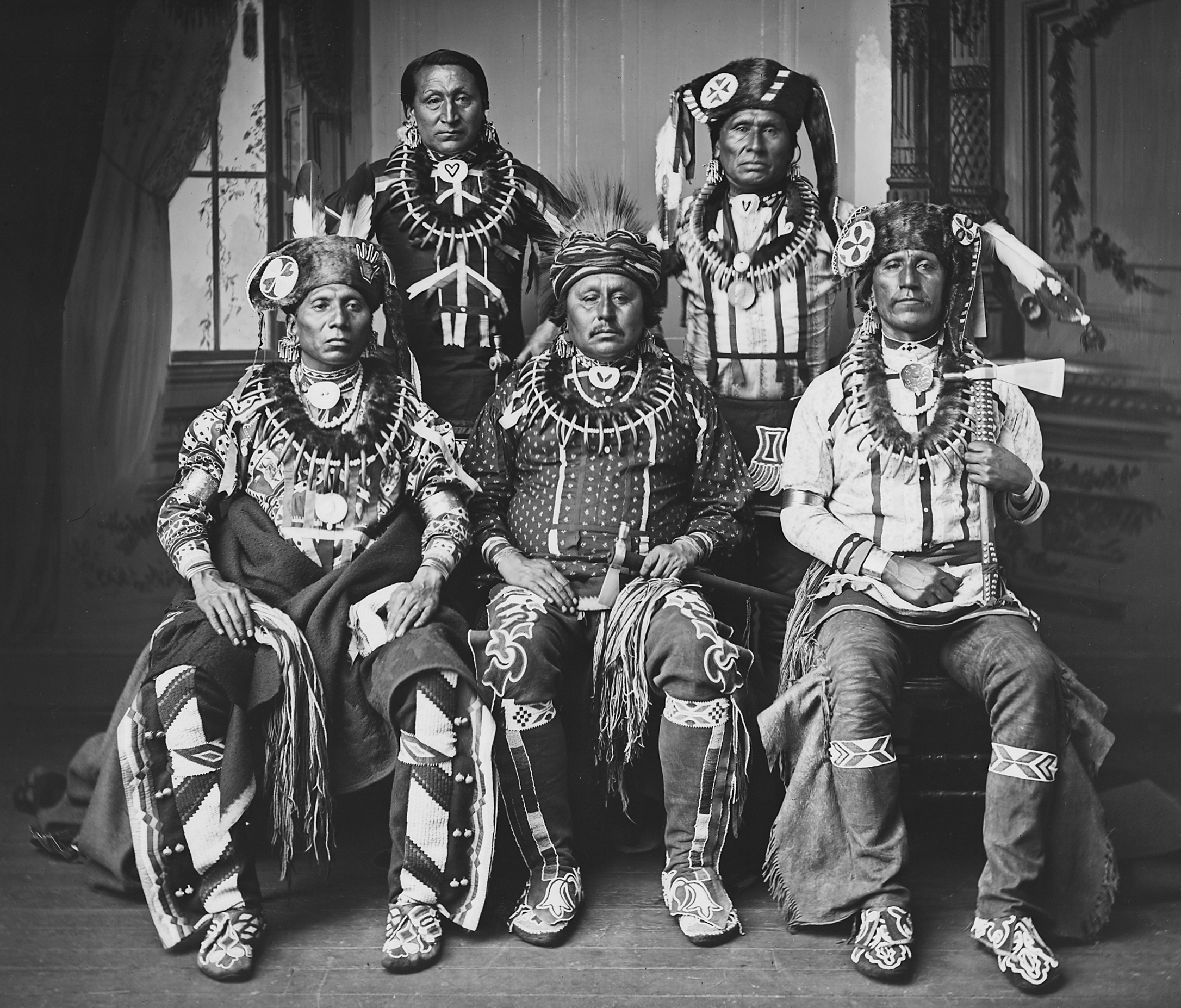
Oto-Delegation

Am Ende des 18. Jahrhunderts lebten mehr als 1.000 Oto in mehreren Dörfern entlang des Platte Rivers in Nebraska. Durch verheerende Pockenepidemien und häufige Kriegszüge verringerte sich die Stammesgröße erheblich. Lewis und Clark gaben ihre Zahl im Jahr 1805 nur noch mit etwa 500 Stammesmitgliedern an, 1833 berichtete George Catlin von 1.200 Angehörigen (inklusive einiger Missouri), der Indian Report von 1843 (auch mit Missouri) erwähnt 931 und 1906 wurden schließlich nur noch 390 Stammesmitglieder gezählt. Heute leben einige Hundert Oto in Oklahoma und sind Mitglieder der Native American Church. Die Volkszählung aus dem Jahr 2000 ergab 1.470 Oto und Missouri. Der Sitz des staatlich anerkannten Otoe-Missouria Tribe of Oklahoma ist Red Rock in Oklahoma.